# Bosanska stranka
Bosanska stranka, skraćeno: BOSS, multietnička je lijeva populistička politička stranka u Bosni i Hercegovini. Predsjednik stranke je Mirnes Ajanović.

## Vanjske poveznice
- Službena web-stranica, boss.ba